# Zasłonak szafranowy

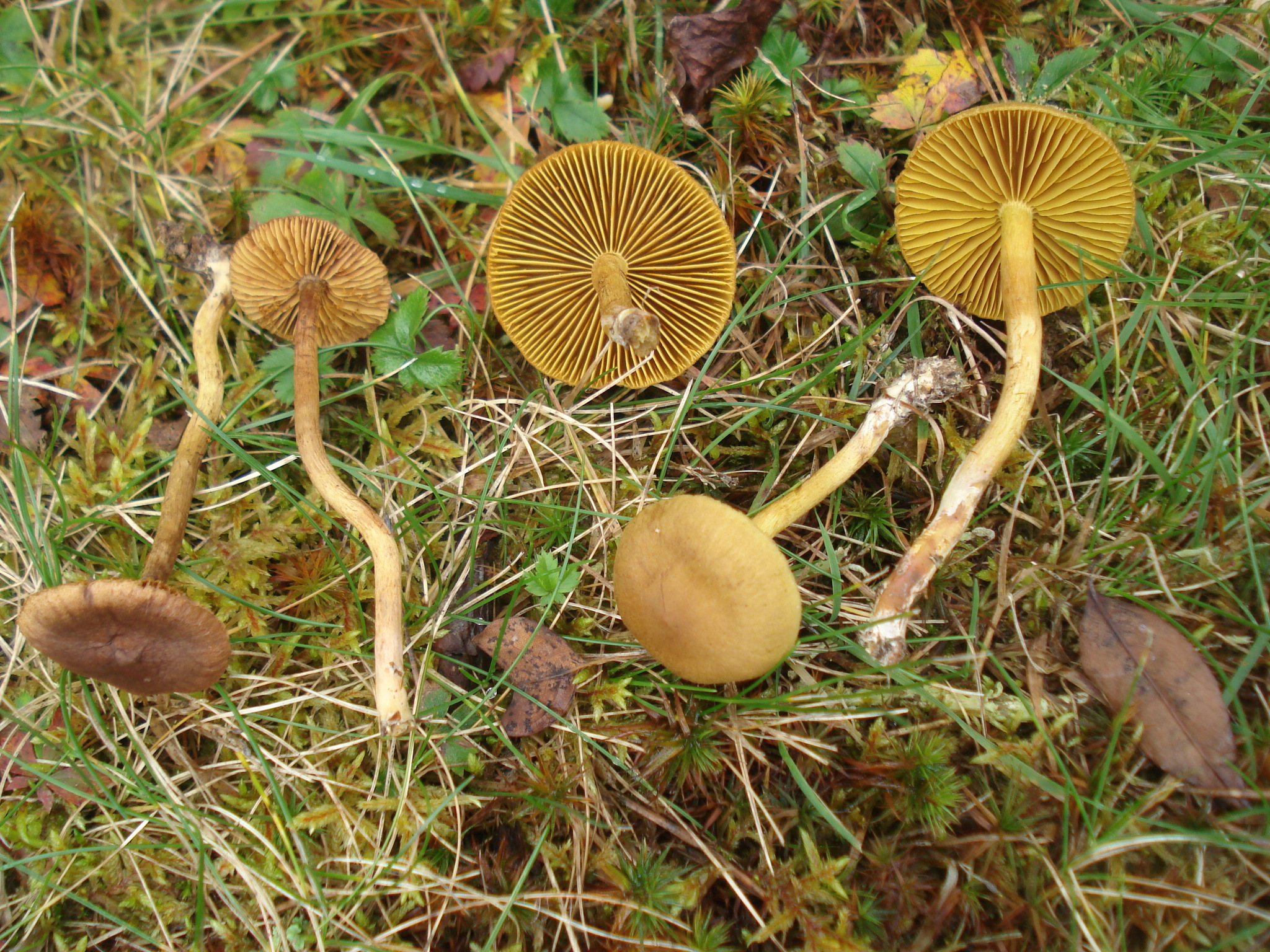

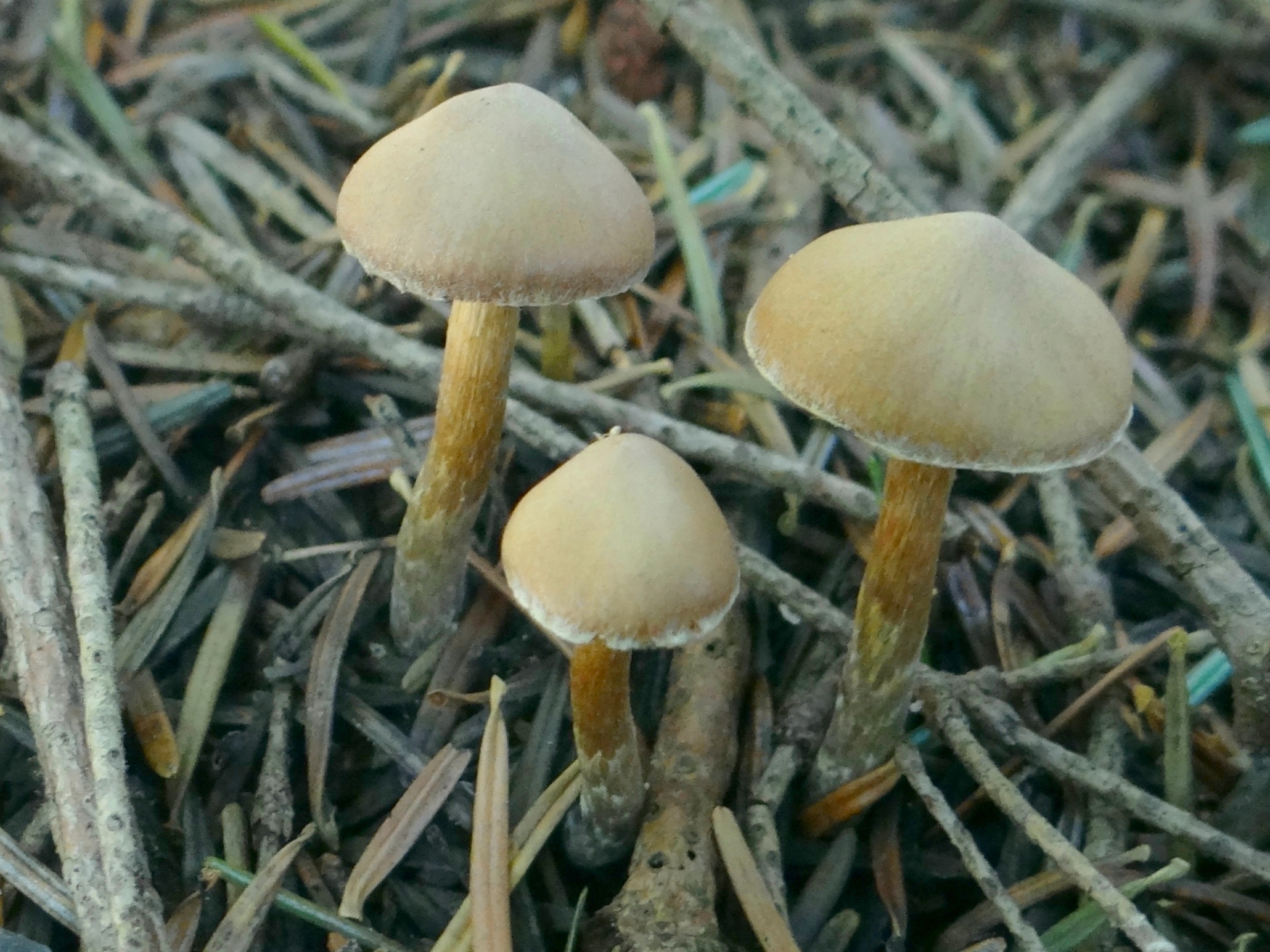

Zasłonak szafranowy (Cortinarius croceus (Schaeff.) Gray) – gatunek grzybów należący do rodziny zasłonakowatych (Cortinariaceae).

## Systematyka i nazewnictwo
Pozycja w klasyfikacji według Index Fungorum: Cortinarius, Cortinariaceae, Agaricales, Agaricomycetidae, Agaricomycetes, Agaricomycotina, Basidiomycota, Fungi.
Po raz pierwszy takson ten zdiagnozował w 1774 r. Schaeffer nadając mu nazwę Agaricus croceus. Obecną, uznaną przez Index Fungorum nazwę nadał mu w 1821 r. Samuel Frederick Gray.
Niektóre synonimy nazwy naukowej:

- Agaricus cinnamomeus Pollich 1753
- Agaricus croceus Schaeff. 1774
- Agaricus subcorneus Batsch 1783
- Cortinarius cinnamomeobadius Rob. Henry 1940
- Cortinarius cinnamomeus subsp. croceus (Schaeff.) Sacc. 1887
- Cortinarius croceus (Schaeff.) Bigeard & H. Guill. 1909
- Dermocybe cinnamomeobadia (Rob. Henry) M.M. Moser 1953
- Dermocybe cinnamomeobadia (Rob. Henry) M
- Dermocybe crocea (Schaeff.) M.M. Moser 1974

Nazwę polską podał Andrzej Nespiak w 1975 r.

## Morfologia
Kapelusz
Średnica 1–5 cm, kształt początkowo półkulisty lub dzwonkowaty, później płasko rozpostarty, czasami z niedużym garbem na środku. Brzeg długo pozostaje podwinięty. Powierzchnia na środku gładka, przy brzegu włókniście pilśniowata, lub pokryta podłużnymi łuseczkami. Na środku ma barwę brązową, ku brzegom jaśnieje i stopniowo poprzez kolor oliwkowobrązowy z odcieniem oliwkowym lub pomarańczowym przechodzi w kolor oliwkowożółty.
Blaszki
Delikatnie ząbkowane. Mają barwę żółtą, czasami z odcieniem pomarańczowym. Ostrza blaszek żółte.
Trzon
Wysokość 3–6 cm, grubość do 3–7 mm, walcowaty, pełny. Powierzchnia o barwie od żółtej do ochrowożółtej. Podstawiacie ciemniejsza – żółtobrązowa i wyrastają z niej strzępki żółtej grzybni. Na całej długości trzonu występują chropowate pasma zasnówki o barwie od żółtobrązowej do szarej.
Miąższ
W kapeluszu żółty, w podstawie trzonu brudnożółty z odcieniem oliwkowym. Ma słaby, nieprzyjemny smak i zapach jodoformu.
Cechy mikroskopowe
Wysyp zarodników rdzawobrązowy. Zarodniki elipsoidalne, nieco matowe, o rozmiarach 6,5-9 × 4,5–6 μm. Niektóre podstawki mają czerwono-purpurową lub czerwono-brunatną zawartość. Cheilocystyd i pleurocystyd brak.

## Występowanie i siedlisko
Jest szeroko rozprzestrzeniony w Ameryce Północnej i w Europie. W Polsce jest rzadki. Do 2003 r. w piśmiennictwie naukowym podano tylko 3 jego stanowiska. Znajduje się na Czerwonej liście roślin i grzybów Polski. Ma status R – gatunek potencjalnie zagrożony z powodu ograniczonego zasięgu geograficznego i małych obszarów siedliskowych.
Rośnie na ziemi, w lasach iglastych, głównie pod sosnami i świerkami. W lasach liściastych spotykany jest rzadko. Rozwija się tylko na kwaśnych i niezbyt wilgotnych glebach. Cechuje go duża różnorodność morfologiczna i siedliskowa: niektóre formy spotyka się również w tundrze lub w wysokich górach pod karłowatymi wierzbami. W Środkowej Europie jest pospolity, nie występuje tylko na obszarach o wapiennym podłożu.

## Znaczenie
Grzyb mykoryzowy. grzyb trujący. Zawiera orellaninę i powoduje zatrucia orellaninowe (8 grupa zatruć grzybowych).

## Gatunki podobne
- zasłonak cynamonowy (Cortinarius cinnamomeus). Starsze okazy zasłonaka szafranowego i cynamonowego są bardzo podobne. Do pewnego rozróżnienia tych gatunków konieczne są okazy młode; należy je przekroić, by określić kolor blaszek[5]. Według niektórych mykologów obydwa te zasłonaki mogą być formami tego samego gatunku i trzeba zrobić solidne badanie materiału DNA by to rozstrzygnąć[6].
- zasłonak trzęsawiskowy (Cortinarius chrysolitus)[5].
- zasłonak cynamonowożółty (Cortinarius cinnamomeoluteus). Młode okazy mają żółte blaszki[4].